# Elżbieta Zofia Hohenzollern
Elżbieta Zofia Hohenzollern (ur. 4 lipca 1589 w Berlinie, zm. 24 grudnia 1629 we Frankfurcie nad Odrą) – córka margrabiego-elektora  brandenburskiego Jana Jerzego Hohenzollerna i Elżbiety von Anhalt-Zerbst

## Życiorys
Dzieciństwo i młodość spędziła na dworze elektora brandenburskiego. 7 lipca 1613 roku w Berlinie poślubiła kasztelana wileńskiego, Janusza Radziwiłła. Po zamążpójściu mieszkała wraz z mężem głównie w Gdańsku. W latach 1616–1618 wspólnie z Januszem Radziwiłłem przebywała na emigracji w Niemczech.  
Po śmierci pierwszego męża w 1620 roku wyjechała z Rzeczypospolitej do Rzeszy i osiadła na zamku Lichtenberg. 27 lutego 1628 w Toužimie wyszła za mąż za generała wojsk cesarskich, księcia sasko-lauenburskiego Juliusza Henryka.
Zmarła podczas połogu. Pochowana została w kościele Mariackim we Frankfurcie nad Odrą. 
Była matką Bogusława Radziwiłła i Franciszka Hermana von Sachsen-Lauenburg.

## Literatura
- Bogusław Radziwiłł. Autobiografia. Warszawa 1979. ISBN 83-06-00033-1